# Anne Jahren
Anne Jahren, född 20 juni 1963, är en norsk före detta längdskidåkare. Hon representerade Bærums Skiklub.

## Meriter[1]
- Jahren var med i Norges vinnande lag i stafett (4×5 kilometer) under OS 1984 i Sarajevo och blev världsmästarinna på 10 kilometer i Oberstdorf 1987.
- Silver (stafett) vid OS i Calgary 1988
- Silver (stafett) vid VM i Seefeld in Tirol 1985
- Brons (20 kilometer) vid OS i Sarajevo 1984
- Brons (stafett) vid VM i Lahtis 1989